# Ralph Sina
Ralph Sina (* 1955 in Oberhausen) ist ein deutscher Hörfunkjournalist. Er arbeitete als EU-Korrespondent in Brüssel und leitete dort bis 2021 das WDR/NDR-Hörfunkstudio im ARD-Studio Brüssel.

## Leben
Ralph Sina wuchs in Essen auf. Sein Studium der Germanistik und Philosophie (in Bochum und Münster) schloss er mit dem 1. Staatsexamen für das Lehramt in Münster ab. 1986 wurde er Redakteur und Reporter im WDR-Landesstudio Münster. 1992 wechselte er in die Kölner WDR-Zentrale und arbeitete als Redakteur und Moderator für das WDR2-Morgenmagazin.
Ab 1996 folgten mehrere Urlaubsvertretungen im ARD-Hörfunkstudio Nairobi. Von 1998 bis 2003 war Sina fünf Jahre lang ARD-Hörfunk-Korrespondent in Nairobi für Zentral- und Ostafrika. Dort erlebte er die Folgen des Al-Qaida-Anschlages auf die US-Botschaften in Nairobi und Daressalam 1998. Von 2003 bis 2007 leitete er in Köln das WDR2-Morgenmagazin. Anschließend war er während der Obama-Präsidentschaft über sechs Jahre Korrespondent in den USA. Von August 2014 bis März 2021 leitete Ralph Sina das WDR/NDR-Studio Brüssel. Als EU-Hörfunkkorrespondent war er immer wieder Gast in der Berliner Phoenix-Runde, beim Internationalen Frühschoppen und der Aktuellen Stunde des WDR.

## Schriften
- George W. Obama: Das Ende einer Hoffnung. In: Blätter für deutsche und internationale Politik, 7/2013.